# District de Ras al-Aïn
Le district de Ras al-Aïn (en arabe : منطقة رأس العين) est un district (mantiqah) syrien dépendant administrativement du gouvernorat de Hassaké. Au recensement de 2004, il avait une population de 177 150 personnes. Son chef-lieu est Ras al-Aïn.
Ce district est composé de 2 nahiyas:
- Ra's al-'Ayn nahiyah
- Al-Darbasiyah nahiyah

Cette région contribue une proportion importante de la production du blé en Syrie.

### Crédit d'auteurs
- (en) Cet article est partiellement ou en totalité issu de l’article de Wikipédia en anglais intitulé « Ras al-Ayn District » (voir la liste des auteurs).